# Ahmed ben Dagher
Ahmed Obeid bin Daghr (en árabe: أحمد عبيد بن دغر; n. Hadramaut, Yemen, 1952) es un político yemení.
Nacido en el antiguo estado de Hadramaut en 1952, durante la época del Protectorado de Adén.
Al cabo de los años tras finalizar sus estudios superiores, se inició en el mundo de la política como miembro del Partido Socialista de Yemen (PSY), con el que fue elegido por primera vez con un escaño de diputado en la Asamblea de Representantes de Yemen ("parlamento nacional").
Después de la guerra civil de Yemen de 1994, abandonó el país y tras unos años en 2006 regresó y se cambió de partido, uniéndose al Congreso General del Pueblo.
Posteriormente durante la Guerra Civil Yemení de 2015, entró en el gobierno del presidente Abd Rabbuh Mansur al-Hadi, el cual lo nombró en el mes de agosto como vice primer ministro del país.
Finalmente cambió de cargo, tras ser nombrado por el presidente desde el día 4 de abril de 2016, como nuevo y 9.º primer ministro de Yemen, en sucesión de Khaled Mahfoudh Bahah que ha sido cesado.